# Open Your Mind And Your Trousers
Az Open Your Mind And Your Trousers a német Scooter együttes huszonegyedik nagylemeze, mely 2024. március 22-én jelent meg. Többféle változatban került kiadásra: a hagyományos CD-s megjelenés mellett kiadták egylemezes bakelitváltozatban is, utóbbit hagyományos és kék színű lemezen is, valamint különleges ritkaságként ún. yolk-színezéssel (átlátszó lemezre "ütött" kék folt, a tojássárgájához hasonlóan, mely minden lemezen egyedi). Az album vegyes fogadtatásra lelt a rajongók körében, a kritikák főként a dalok rövidségét illetve az akkoriban divatos hypertechno stílussal való kísérletezést érték. Kritikailag viszont rendkívül sikeres volt, Németországban a lemezeladási lista második helyéig jutott.

## Áttekintés
A "God Save The Rave" 2021-es hatalmas sikerét követően a koronavírus-járvány miatt elhalasztott turné végre befejezésre kerülhetett (erről szól a "FCK 2020 – Két és fél év a Scooterrel" című film). A turné alatt három új dal is kiadásra került: a vegyes fogadtatásra lelt "The Spell Remains", a turnéexkluzív  "Do Not Sit If You Can Dance", illetve a FiNCH-csel közösen készített, még 2021 végén kiadott "Rave Witchers". A zenekari egység azonban alaposan megtépázódott: tisztázatlan, valószínűleg személyes ellentétekből következő okokból Sebastian Schilde távozni kényszerült a Scooterből 2022 novemberében, majd Michael Simon jelentette be, hogy kislányának születése illetve egyéb produceri illetve kiadói munkákban történő részvétele okán tizenhat év után kilép a Scooterből.  A bejelentések valósággal sokkolták a rajongótábort, hiszen ilyen földrengésszerű változásokra sosem volt példa a Scooter történetében. Sebastian helyére viszonylag hamar, már a távozását követően megtalálták utódját Jay Frog személyében, aki a Third Chapter idején, 2002 és 2006 között már a Scooter tagja volt, és számos sláger készítésében közreműködött – amellett pedig sikeres szólókarriert vitt a köztes időszakban. Mivel a harmadik tag kiléte sokáig kérdőjeles volt, ezért csak 2023 januárjában jelentették be az új felállást – akkor, amikor bejelentették Marc Blou csatlakozását.
Kissé furcsán hatott, hogy a "The 7th Chapter" kezdetét már akkor bejelentették, mikor a felállás még nem is volt véglegesítve, és az első, "Waste Your Youth" címre hallgató kislemez úgy került kiadásra, hogy a videoklipben is csak H.P. szerepelhetett (de már a szerzők közt ott voltak valamennyien). 2023 során folyamatosan érkeztek az új dalok az új felállástól, nagylemezről azonban egészen sokáig nem volt szó. A bejelentésre 2023 decemberében került sor: az album a címét a "Rave & Shout" egyik sora után kapta. Februárban az is kiderült, hogy mely dalok kerülnek fel a lemezre, és ekkor vált egyértelművé, hogy a Scooter tiszta lappal kezd: a korábbi három, kiadatlan kislemez nem került fel rá.
A kiadvány népszerűsítése céljából számos marketingtrükköt bevetettek, például Marc Blou segítségével mutatták be a különféle kiadványtípusokat, illetve egy nyereményjátékban azt ígérték, hogy egy szerencsés előrendelőnek maga H.P. Baxxter szállítja házhoz az új lemezt (vagy 10 perces Meet & Greet lehetőséget nyer a Scooterrel Zoom-on keresztül). Az előrendelések körül ezúttal is akadt némi anomália, ugyanis akik hitelkártyával szándékoztak kifizetni azt, azoknak a Bravado 21 nappal a rendelés felvétele után automatikusan sztornózta a rendelését. A hiba oka egy német jogszabályban volt keresendő, bankkártyás fizetéssel rendben működött, azonban ez nem vigasztalta azokat, akik már leadták az előrendelést és emiatt esetleg hátrány érhette őket a vásárlásnál.

## A dalokról
Általánosságban elmondható, hogy a dalok meglehetősen rövidek lettek. A legtöbbjük hossza a 3 percet sem éri el, és mindössze egyetlen van köztük, melynek hossza meghaladja a 4 percet. Rendkívül szokatlan volt, hogy a 15 dalból nyolcat már a megjelenés előtt kiadtak, némelyiket viszonylag gyors egymásutánban; majd a "Posse Reloaded" klip formájában jött ki az albummal egy időben. Ez azt jelenti, hogy ha az intrót nem számoljuk, a megjelenéssel mindössze hat olyan dalt hallhatott a közönség, amit előtte még soha.
A számok stílusa meglehetősen változatos: van köztük a korábbi, hibrid hardstyle stílusukra hasonlító ("Rave & Shout", "Waste Your Youth", "Ten Feet", "Constellations"), a hardtechnót könnyedebb hangzással megidéző ("Techno Is Back", "Berliner Luft"), hagyományos techno-hangzású ("ARDRHU", "Avoid Rivals"), vagy éppen a hypertechno stílussal kacérkodás ("I Keep Hearing Bingo", "Sun Comes Back Around"). Visszatértek korábbi közreműködők is: a Harris & Ford duóval készült el a "Rave & Shout" és a "Techno Is Back", Timmy Trumpettel a "For Those About To Rave", valamint FiNCH-csel a "Posse Reloaded", mely a 2001-es "Posse (I Need You On The Floor)" újrafeldolgozása.

## Számok listája
| #  | LP | Cím                     | Szerzők | Hossz |
| -- | -- | ----------------------- | --- | ----- |
| 1  | A1 | Thirty, Rough & Dirty   | H.P. Baxxter, Marc Blou, Jay Frog, Jens Thele                                                                                                   | 1:45  |
| 2  | A2 | Rave & Shout            | H.P. Baxxter, Jay Frog, Marc Blou, Kevin Kridlo, Patrick Poehl, Donna Lugassy, Rachel S Velberg                                                 | 3:01  |
| 3  | A3 | Posse Reloaded          | H.P. Baxxter, Rick J. Jordan, Axel Coon, Jens Thele, Johan F Johannes Van Beek, Robert H Mahu, Jasper O Drexhage, Gido R Pernet, Larenzo A Nash | 2:33  |
| 4  | A4 | Techno Is Back          | H.P. Baxxter, Jay Frog, Marc Blou, Kevin Kridlo, Patrick Poehl, Donna Lugassy, Rachel S Velberg, Emil Dietrich                                  | 2:56  |
| 5  | A5 | I Keep Hearing Bingo    | H.P. Baxxter, Jens Thele, Marc Blou, Mathias Uhle, Alexander Kaiser                                                                             | 2:25  |
| 6  | A6 | Children of the Rave    | H.P. Baxxter, Marc Blou, Jens Thele, André Appel, Morten Juhl                                                                                   | 2:27  |
| 7  | A7 | Let's Do It Again       | H.P. Baxxter, Jay Frog, Jens Thele, Marc Blou                                                                                                   | 2:11  |
| 8  | A8 | Waste Your Youth        | H.P. Baxxter, Jay Frog, Maximillian Bohnet, Marc Blou, Peter Stephan Brugger, Rüdiger Linhof, Florian Weber                                     | 2:44  |
| 9  | B1 | Sun Comes Back Around   | H.P. Baxxter, Marc Blou, Jens Thele, Christin Pohl, Loris Cimino, Maximilian Riehl                                                              | 2:33  |
| 10 | B2 | For Those About To Rave | H.P. Baxxter, Jay Frog, Marc Blou, Mikkel Cox, Timothy Jude Smith, Tovias Frederiksen                                                           | 2:42  |
| 11 | B3 | ARDRHU                  | H.P. Baxxter, Marc Blou, Leander Benz, Merlin Janowsky, Jens Thele                                                                              | 3:53  |
| 12 | B4 | Berliner Luft           | H.P. Baxxter, Jay Frog, Marc Blou, Jens Thele                                                                                                   | 2:47  |
| 13 | B5 | Ten Feet                | H.P. Baxxter, Marc Blou, Jay Frog, Jens Thele, Sebastian Schilde, Simon Adrian, Max Riehl, Christin Pohl                                        | 3:06  |
| 14 | B6 | Constellations          | H.P. Baxxter, Jay Frog, Marc Blou, Andreas Josef Huber, Jan Hammele, Lina Hansson                                                               | 2:56  |
| 15 | B7 | Avoid Rivals            | H.P. Baxxter, Marc Blou, Jay Frog, Jens Thele                                                                                                   | 4:25  |

## Feldolgozások, sample-átvételek
- Posse Reloaded: Scooter – Posse (I Need You On The Floor), KLF – What Time Is Love?
- I Keep Hearing Bingo: X-Perience – "A Neverending Dream"
- Waste Your Youth: Sportfreunde Stiller – "Ein Kompliment"
- Berliner Luft: Paul Lincke – "Berliner Luft"
- Avoid Rivals: University of Toronto Scarborough – "The bizarre mating behaviours of male black widow spiders" (YouTube-videó)

## Közreműködtek
- H. P. Baxxter a.k.a. Horseman (szöveg)
- Marc Blou, Jay Frog (zene)
- Jens Thele (menedzser, producer)
- Benzsoul (Leander Benz) és Merlin (Merlin Janowsky) (producer: Waste Your Youth, Sun Comes Back Around, ARDRHU)
- Emil Dietrich (mastering, Thirty Rough and Dirty, Posse Reloaded, I Keep Hearing Bingo, Children of the Rave, Sun Comes Back Around, ARDRHU, Berliner Luft, Ten Feet, Avoid Rivals)
- Manuel Reuter (mastering, Rave & Shout, Techno Is Back, Let's Do It Again, Waste Your Youth, For Those About To Rave, Constellations)
- Harris & Ford (Rave & Shout, Techno Is Back)
- FiNCH (Nils Wehowsky) és a Human Resource (Posse Reloaded)
- Rick J. Jordan (vokál, Posse Reloaded)
- Neptunica (Maximillian Bohnet) (Waste Your Youth)
- Timmy Trumpet (For Those About To Rave)
- Mike Hawkins, Toby Greene (For Those About To Rave, producer)
- Annie Irvyne (vokál, Let's Do It Again)
- Donna Lugassy (vokál, Rave & Shout, Techno Is Back)
- Lina Hansson (vokál, Berliner Luft, Constellations)
- Mary Jensen (Christin Pohl) (vokál, Waste Your Youth)
- Polina Vita (vokál, I Keep Hearing Bingo)
- Sebastian Schilde (társszerző, Ten Feet)
- Martin Weiland, Tobias Trettin (albumborító)
- Philip Nürnberger (fényképek)

## Kiadványváltozatok
- Get Off Your Shirt Bundle: kék bakelit + póló
- Open Your Mind Bundle: CD + póló
- Open Your Trousers Bundle: kék bakelit + alsónadrág
- All The Ladies To The VIP Bundle: CD + alsónadrág
- Posse Bundle: CD vagy speciális yolk-színezésű bakelit + póló + poszter
- Move Your Ass Bundle: CD vagy speciális yolk-színezésű bakelit + alsónadrág + poszter

## Videoklipek
- Waste Your Youth: a dalnak nincs videoklipje, hanem helyette úgynevezett Lyric Video készült, amelyben a dalszöveg olvasható, és korábbi koncertfelvételek, melyeken kizárólag H.P. Baxxter látható. A klip egy kinyíló könyvvel kezdődik, melyen a borítóhoz hasonlóan a Scooter-logó látható, majd a "The Seventh Chapter Begins" felirat. A klip végén a könyv bezárul, és egy régi Scooter-motívum, a felfelé tartott középső ujj látható rajta.
- Techno is Back: a klip teljes egészében fekete-fehér, és hasonlóan a "Groundhog Day" videoklipjéhez egy figyelmeztetéssel kezdődik, hogy a képernyő villódzása az arra érzékenyeknél esetleg rohamokat válthat ki. A klipben a Scooter és a Harris & Ford duó is láthatóak egy underground techno buli helyszínen. A videoklipet a Zyrkus Production készítette és Ben Baumgarten rendezte, leírása szerint Marie-Luis Peth, Romy Lorenz, Emma Lang, Nikita Tomilov, Celina Broß-Weiß, Karl-Erik Hakansson, Elisa-Marie Tscherkesow, Sünje Burmester, Holger Meier, valamint Riccardo Borgosano szerepelnek benne, mint táncosok.
- Constellations: kizárólag Lyric Video készült, melyben a dalszövegen túl a borítóképen is látható antennák valamint az égbolt láthatóak, gyorsított felvételben.
- For Those About To Rave: a 2023-as Parookaville fesztiválon készült koncertjelenetek kerültek összevágásra.
- Berliner Luft: Berlinben készült jelenetek láthatóak, a város ikonikus klubjaival illetve helyszíneivel. Akárcsak a "Techno Is Back", ez is egy figyelmeztetéssel kezdődik, hogy a villódzó képek esetleg veszélyesek lehetnek az epilepsziásokra. Ezt a klipet is a Zyrkus Production készítette és Ben Baumgarten rendezte.
- Rave & Shout: nem készült hozzá videoklip, csak egy "Lyric Video".
- I Keep Hearing Bingo: nem készült hozzá videóklip, csak egy "Visualizer" című videó.
- Let's Do It Again: nem készült videoklip, csak egy "Lyric Video", melyben koncertfelvételek láthatóak képregényes stílusban.
- Posse Reloaded: egy meglehetősen minimalista videoklip készült, melyben a Scooter tagjai, FiNCH, illetve táncoslányok láthatóak. Ezt a klipet is a Zyrkus Production készítette és Ben Baumgarten rendezte, szerepet kaptak még benne táncosokként Laura Klein, Pia Leonhardt, Katja Schuler, Soley Pleva, Sandra Villinger, Maxine Barth, Michelle Dischleit, valamint Sebők Lili.

## Érdekességek
- A "Let's Do It Again"-ben éneklő Annie Irvyne nem egy létező személy, a hangját AI segítségével állították elő, a videoklipben is látható külsejét pedig az egyik táncos után mintázták.
- Ugyan a CD-változatot a webshopokban látható fényképek úgy tüntették fel, hogy annak kinézete sárgásfehér alapon kék megafon lesz, valójában egy szinte tiszta fehér külsőt kapott.
- Az "ARDRHU" a címét egy skóciai, Fort Williamben található wellness-szálló után kapta. Az "I Keep Hearing Bingo" szintén egy skóciai út után kapta a címét, ahol is H.P. Baxxter a hajó egyik vendégétől hallotta az ominózus mondatot.
- A "Ten Feet" szerzői közt ott szerepel a korábbi felállás tagja, Sebastian Schilde is. A dal struktúrájából és hangzásából ítélve ez a dal még a korábbi, Chapter Six idejéből fennmaradt daltöredék lehetett, melyet erre a lemezre készítettek el teljesen.